# Крилас Василь Дмитрович
Василь Дмитрович Крилас (14 серпня 1969 р., с. Полапи Любомльського району Волинської області) — генеральний директор ДП «Завод імені В. О. Малишева» з січня 2020 року по жовтень 2021 року.

## Життєпис
У 1989 закінчив Нововолинський електромеханічний технікум, у 1999 р. — Українська інженерно-педагогічна академія.
Займав керівні посади на Харківському турбінному заводі, Державному підприємстві «Завод Електроважмаш» (Харків), ВАТ Науково-виробниче підприємство «Смілянський електромеханічний завод», «Харківпродмаш», ТОВ «СпецмашУкраїна».
З 22 травня по 20 листопада 2019 був радником заступника генерального директора, заступника генерального директора з виробництва державного концерну «Укроборонпром».
22 листопада 2019 року призначений на посаду виконавчого директора ДП «Завод імені В. О. Малишева», з 27 листопада 2019 виконував обов'язки генерального директора підприємства.
З 9 січня 2020 року — генеральний директор ДП «Завод імені В. О. Малишева».
У квітні 2021 року профспілкова організація заводу звернулася до Укроборонпрому з вимогою розірвати контракт з гендиректором Криласом, У листі Криласа звинувачували у доведенні заводу до кризового стану. 13 жовтня 2021 року Крилас був звільнений з посади гендиректора.